# Novothymbris extremitatis
Novothymbris extremitatis är en insektsart som beskrevs av Knight 1974. Novothymbris extremitatis ingår i släktet Novothymbris och familjen dvärgstritar. Inga underarter finns listade i Catalogue of Life.